# Ruth Muskrat Bronson
Ruth Muskrat Bronson (née le 3 octobre 1897 et morte le 12 juin 1982) est une poétesse et éducatrice cherokee ainsi qu'une militante des droits des Amérindiens.

## Biographie
Ruth Muskrat Bronson est née le 3 octobre 1897 dans le Territoire indien, près de la ville actuelle de Grove en Oklahoma. Son père, James Ezekial Muskrat, descend de Cherokees tandis que sa mère, Ida Lenora Kelly, a des origines anglo-irlandaises.
Elle meurt le 12 juin 1982 à Tucson en Arizona.